# Пособчук Марія Маркелівна
Марі́я Марке́лівна Пособчу́к (20 січня 1890, Обуховичі — 23 березня 1992) — українська ткаля, член Спілки радянських художників України з 1962 року. Мати ткалі Ганни Верес, бабуся майстринь ткацтва Валентини й Олени Вересів.

## Життєпис
Народилася 1890 року в селі Обуховичах (нині Вишгородський район, Київської області, Україна) у селянській сім'ї. Писати не вміла, ледве виводила своє прізвище. Все життя працювала, за день намолочувала 25 пудів зерна. В 1927—1941 роках працювала у ткацькій артілі в своєму селі, здобула звання стахановки — при «нормі» 2 скатертини виробляла на великому верстаті в 16 ремізок 8. Її чоловік, Іван Потапович, був добрим теслею.
Мешкала в Обуховичах. Померла 23 березня 1992 року.

## Творчість
Виготовляла рушники, ковдри, скатертини, покривала, наволочки, плаття, серветки, сорочки тощо.
Брала участь у республіканських та зарубіжних виставках з 1936 року, всесоюзних — з 1968 року. У 1937 році нагороджена дипломом 1-го ступеня на Всесвітній виставці у Парижі.
Вироби зберігаються в Національному музеї українського народного декоративного мистецтва у Києві, Обуховицькому музеї ткацтва.